# 盧德格拉本河 (羅德巴赫河支流)
49°26′12″N 11°16′22″E / 49.43657°N 11.27271°E

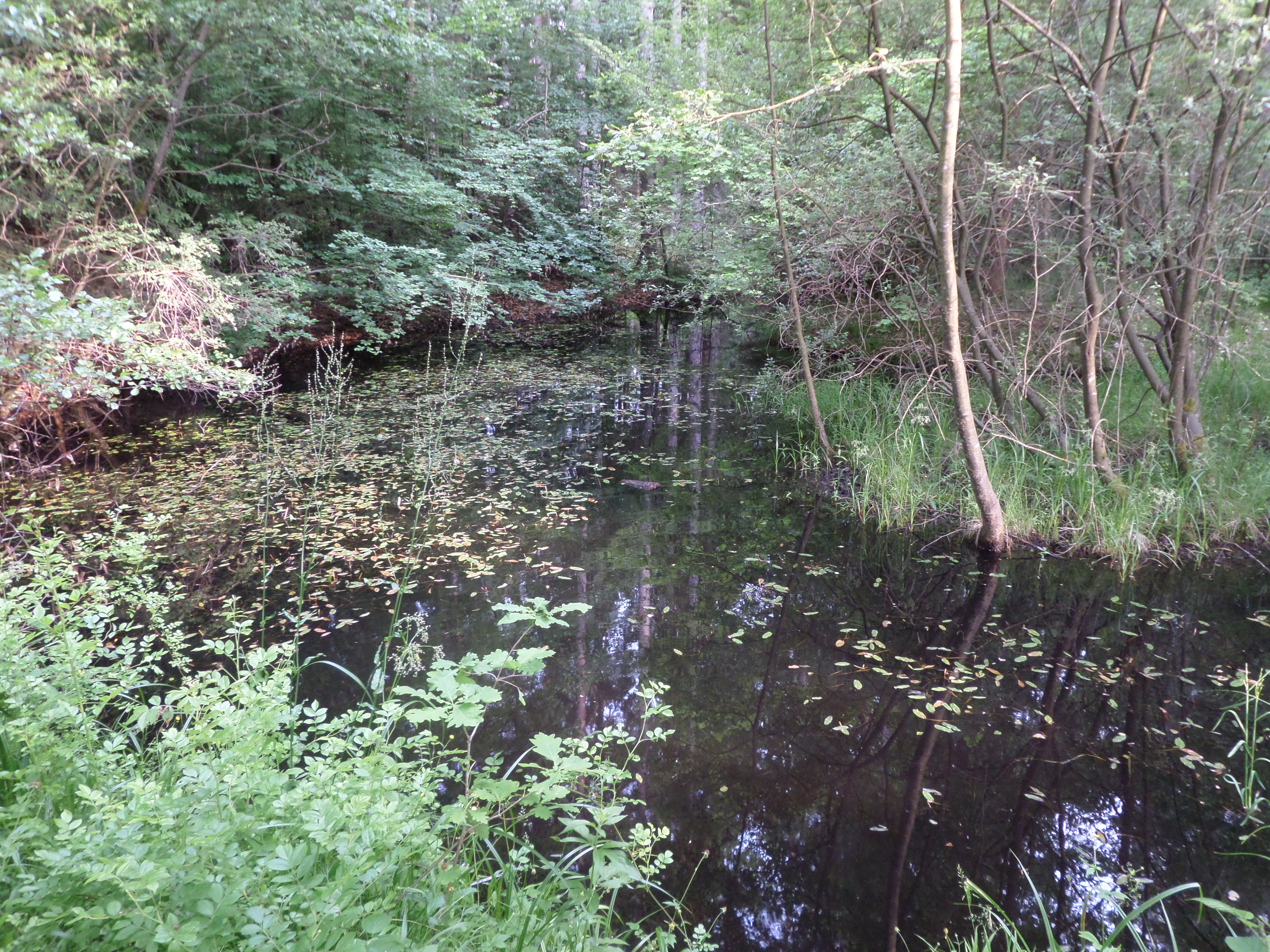

盧德格拉本河（德語：Ludergraben），是德國的河流，位於該國東南部，由巴伐利亞負責管轄，屬於羅德巴赫河的左支流，河道全長4.7公里，流域面積7平方公里。